# Liste der Brücken über die Zulg
Die Liste der Brücken über die Zulg enthält die Brücken der Zulg (Oberlaufname Fallbach) von der Quelle bei Eriz im oberen Zulgtal bis zur Mündung in die Aare bei Heimberg im Aaretal im Kanton Bern. Zusätzlich zu Brücken beinhaltet die Liste Übergänge über Bachdurchlässe und eine Furt.

## Brückenliste
31 Querungen überspannen derzeit den Fluss: 15 Fussgänger-, sieben Strassen-, sieben Feldweg- und zwei Eisenbahn-Übergänge.
| Bild | Name                            | Ort                      | Lage | Funktion                                                      | Konstruktion     | Material    | Länge in m | Höhe m ü. M. | Bemerkungen |
| ---- | ------------------------------- | ------------------------ | ---- | ------------------------------------------------------------- | ---------------- | ----------- | ---------- | ------------ | --- |
|      | Übergang bei Fall               | Eriz                     |      | Feldweg                                                       | Bachdurchlass    | Beton       | 4          | 1217         | - Übergang befindet sich bei der Alp Fall. - Wanderweg - Überquert den Fallbach. - Liegt im Landschaftsschutzgebiet «Hohgant» des Bundesinventars der Landschaften und Naturdenkmäler von nationaler Bedeutung (BLN). - Liegt im Smaragd-Gebiet Habkern / Sörenberg. |
|      | Steg bei Fall                   | Eriz                     |      | Fussgängerbrücke                                              | Balkenbrücke     | Holz        | 9          | 1203         | - Steg besteht aus zwei Holzbalken. - Überquert den Fallbach. - Liegt im Landschaftsschutzgebiet «Hohgant» des Bundesinventars der Landschaften und Naturdenkmäler von nationaler Bedeutung (BLN). - Liegt im Smaragd-Gebiet Habkern / Sörenberg. |
|      | Brücke unterhalb Drüschhubel    | Horrenbach – Eriz        |      | Feldwegbrücke                                                 | Balkenbrücke     | Stahl       | 10         | 1085         | - Brücke ohne Geländer mit Holzplattform. - Überquert den Fallbach. - Liegt im Gebiet «Rotmoos/Eriz» des Bundesinventars der Moorlandschaften von besonderer Schönheit und von nationaler Bedeutung. |
|      | Geisseggbrücke                  | Horrenbach – Innereriz   |      | Strassenbrücke (einspurig) mit abgetrenntem Trottoir          | Gedeckte Brücke  | Holz        | 14         | 1042         | - Die Brücke wurde 2002 erstellt. - Der Neubau ersetzte eine baufällige Beton-Trogbrücke. - Vortritt vor dem Gegenverkehr (Fahrtrichtung Snowpark Eriz und Weiler Geissegg) - Dem Gegenverkehr Vortritt lassen (Fahrtrichtung Innereriz) - Wanderweg auf oberwasserseitigem Trottoir. - Überquert den Fallbach. - Liegt im Gebiet «Rotmoos/Eriz» des Bundesinventars der Moorlandschaften von besonderer Schönheit und von nationaler Bedeutung. |
|      | Brücke unterhalb Speicherweidli | Horrenbach – Eriz        |      | Fussgängerbrücke (ausser Betrieb)                             | Balkenbrücke     | Stahl Beton | 31         | 1002         | - Stahlbrücke auf Beton-Widerlager. - Die verkommene Brücke ist nicht mehr passierbar. - Zugang über eine Metalltreppe auf der rechten Flussseite. - Verbindet Bödeli mit Speicherweidli. - Auf der linken Flussseite befindet sich das national bedeutende Flachmoorgebiet Moos. - Befindet sich im national bedeutenden Auengebiet Innereriz. |
|      | Furt bei Beiel                  | Horrenbach – Eriz        |      | Feldweg                                                       | Furt             | Erdboden    | 30         | 995          | - Auf der linken Flussseite befindet sich das national bedeutende Flachmoorgebiet Moos. - Befindet sich im national bedeutenden Auengebiet Innereriz. |
|      | Steg bei Rufenen                | Horrenbach – Eriz        |      | Fussgängerbrücke                                              | Hängebrücke      | Stahl       | 49         | 992          | - Privater Übergang - Es wurde eine Hinweistafel montiert: Durchgang verboten - Zugang über eine Metalltreppe auf der rechten Flussseite. - Auf der linken Flussseite befindet sich das national bedeutende Flachmoorgebiet Moos. - Befindet sich im national bedeutenden Auengebiet Innereriz. |
|      | Brücke bei Rufenen              | Horrenbach – Eriz        |      | Feldwegbrücke                                                 | Balkenbrücke     | Stahl Holz  | 26         | 988          | - Stahlbrücke mit Holzgeländer und Holzfahrbahn. - Maximale Tragfähigkeit: 6 t - Ein schützenswertes Bauernhaus von 1779 befindet sich 160 m nördlich der Brücke. Siehe auch Liste der Kulturgüter in Eriz. - Auf der linken Flussseite befindet sich das national bedeutende Flachmoorgebiet Moos. - Befindet sich im national bedeutenden Auengebiet Innereriz. |
|      | Schattseite-Brücke              | Horrenbach – Eriz        |      | Feldwegbrücke                                                 | Fachwerkbrücke   | Stahl       | 39         | 963          | - Eine 1970 weggerissene Brücke wurde 1972 durch die Armee ersetzt. - Stahlbrücke mit Asphaltfahrbahn. - Maximale Tragfähigkeit: 24 t - Flussaufwärts befindet sich das national bedeutende Auengebiet Innereriz. |
|      | Steg bei Bieten                 | Horrenbach – Eriz        |      | Fussgängerbrücke                                              | Balkenbrücke     | Stahl       | 40         | 955          | - Stahlbrücke mit Holzgeländer - Privater Übergang - Es wurde eine Hinweistafel montiert: Richterliches Verbot: Verboten ist das Begehen des Steges, insbesondere weil durch das Wackeln die Stabilität nicht gewährleistet ist. Bei Unfällen wird jegliche Haftung abgelehnt. |
|      | Brätsch-Brücke                  | Horrenbach – Eriz        |      | Strassenbrücke (zweispurig)                                   | Balkenbrücke     | Beton       | 32         | 947          | - Betonbrücke mit Stahlgeländer. - Reduzierter Winterdienst auf den Gemeindestrassen! - Wanderweg - Veloland-Route 99 Herzroute (Etappe 4 Thun – Langnau) |
|      | Koppisbrücke                    | Horrenbach – Eriz        |      | Fussgängerbrücke                                              | Gedeckte Brücke  | Holz        | 25         | 849          | - Die Brücke wurde 1987 erstellt. - Ersetzte erste «Hüslibrugg» von 1832, die 1986 einstürzte. - Eine Schautafel umschreibt die Geschichte der Koppisbrücke. - Übergang zwischen Sonn- und Schattenseite des Zulgtals. - Auf der Brücke befinden sich Picknick-Holztische. - Wanderweg über den engen Zulggraben. |
|      | Schaftöristeg (ehemalig)        | Horrenbach – Eriz        |      | Fussgängerbrücke                                              | Balkenbrücke     | Stahl       | 18         | 796          | - Der Steg wurde am 4. Juli 2012 vom Hochwasser mitgerissen. - Die 1970 weggerissene Brücke wurde 1972 durch die Armee ersetzt. |
|      | Cheistlisteg                    | Horrenbach – Eriz        |      | Fussgängerbrücke                                              | Balkenbrücke     | Stahl Holz  | 17         | 767          | - Steinschlag: Nicht stehen bleiben! - Der Wanderweg über die Brücke verbindet Schwarzenegg über Stäg mit Cheistli in der Gemeinde Horrenbach-Buchen. - Als nördlicher Zugang zum Steg im steilen Gelände des Zulggrabens ist ein 15 m langer Lehnensteg aus Holz und Aluminium errichtet worden. Dieser ist mit Bügeln und Drahtseilen an der Nagelfluhwand aufgehängt. - Der vom Hochwasser 2012 mitgerissene Steg wurde neu erstellt. |
|      | Eselsteg                        | Buchen – Schwarzenegg    |      | Fussgängerbrücke                                              | Balkenbrücke     | Stahl Beton | 13         | 748          | - Die vormalige Brücke wurde 1973 erstellt. - Der vom Hochwasser 2012 mitgerissene Steg wurde neu erstellt. - Der Steg besteht aus eisernen Balkenträgern, die auf einem Betonsockel aufliegen. - Der Wanderweg über die Brücke verbindet Bruucheren in Schwarzenegg über Stäg mit Burghalte in der Gemeinde Teuffenthal. - Ein weiterer Steg führt kurz vor dem Zulgübergang über einen Seitengraben. |
|      | Chachelischwandsteg             | Buchen – Schwarzenegg    |      | Feldwegbrücke                                                 | Balkenbrücke     | Stahl       | 23         | 676          | - Der befahrbare Übergang wurde 1962 vom Militär erstellt. - Das vorherige Bauwerk ist im Inventar historischer Verkehrswege der Schweiz (IVS) erwähnt. - Der Steg dient der Landwirtschaft, dem Militär und dem Wanderer. - Der Wanderweg über die Brücke verbindet Schwarzenegg über Hinders-Loch mit Buchen. - Eine kantonale hydrologische Messstation befindet sich bei der Brücke. - Bei Hinders-Loch befindet sich ein schützenswertes Bauernhaus von Mitte 18. Jh. Siehe auch Liste der Kulturgüter in Unterlangenegg. - Flussaufwärts auf der rechten Seite des Zulggrabens befindet sich das national bedeutende Amphibienlaichgebiet Hirschigraben. |
|      | Stegweidsteg                    | Buchen – Unterlangenegg  |      | Fussgängerbrücke                                              | Balkenbrücke     | Stahl       | 18         | 654          | - Stahlbrücke mit Holzboden. |
|      | Kobelisteg                      | Homberg – Unterlangenegg |      | Feldwegbrücke                                                 | Fachwerkbrücke   | Stahl       | 28         | 640          | - Die Fachwerkbrücke wurde 1985 erstellt. - Sie ersetzte eine Holzkonstruktion. - Stahlbrücke mit Holzfahrbahn. - Der Steg dient der Landwirtschaft und dem Wanderer im Zulgtal. - Verbindung zwischen den Gemeinden Homberg und Unterlangenegg. |
|      | Schlierbachsteg                 | Homberg – Fahrni         |      | Fussgängerbrücke                                              | Balkenbrücke     | Stahl       | 26         | 633          | - Steg befindet sich auf privatem Grundstück. - Der Wanderweg ist entfernt worden. |
|      | Waggelisteg                     | Steffisburg – Fahrni     |      | Fussgängerbrücke                                              | Hängebrücke      | Stahl       | 42         | 620          | - Die Brücke wurde im März 2023 erstellt. - Sie ersetzte einen Steg von 1985. - Maximale Tragkraft ist 20 Personen. - Der Übergang ist nicht behindertengerecht (Metalltreppe). - Ein Wanderweg führt vom Zulgrainweg in Steffisburg über die Brücke nach Heimenschwand. |
|      | Gummsteg                        | Steffisburg              |      | Fussgänger- und Velobrücke                                    | Rohrbogenbrücke  | Stahl       | 17         | 592          | - Der vormalige Holzsteg wurde 1995 durch ein Hochwasser weggerissen und neu erstellt. - Der neue Steg wurde 1997 eingeweiht. - Der Steg wurde 2024 saniert, inkl. Erhöhung der Fundamente um einen Meter. - Das Baujahr (1997) und das Renovationsjahr (2024) sind am Brückengeländer eingraviert. - Verbot für Motorwagen und Motorräder - Verbot für Tiere (Pferd) |
|      | Dorfbrücke                      | Steffisburg              |      | Strassenbrücke (zweispurig) mit Trottoirs 229.4               | Balkenbrücke     | Beton       | 20         | 580          | - Höchstgeschwindigkeit 50 km/h - Ein Fussgängerstreifen überquert die Brücke. - STI-Buslinien 1 (Steffisburg – Thun – Spiez), 41 (Thun – Fahrni – Schwarzenegg – Eriz), 42 (Thun – Fahrni – Schwarzenegg – Heimenschwand) und 43 (Thun – Unter Emberg – Heimenschwand – Wangelen) - Veloland-Route 4 Alpenpanorama-Route (Etappe 5 Sörenberg – Thun) - Wanderweg |
|      | Schulsteg                       | Steffisburg              |      | Fussgänger-, Mofa- und Velobrücke                             | Hängebrücke      | Stahl       | 30         | 575          | - Die Brücke wurde 1989 erstellt. Sie ersetzte eine Betonbrücke. - Verbot für Motorwagen und Motorräder - Wanderweg - Auch Schuelbrüggli genannt. |
|      | Schönaubrücke                   | Steffisburg              |      | Strassenbrücke (zweispurig) mit Trottoir                      | Balkenbrücke     | Beton       | 39         | 568          | - Die Brücke wurde um 1978 erstellt. - Die erste Schönaubrücke von 1967 wurde 1970 bei Unwetter weggerissen. - Höchstgeschwindigkeit 30 km/h |
|      | Zulgbrücke (Alte Bernstrasse)   | Steffisburg              |      | Strassenbrücke (zweispurig) mit abgetrennten Trottoirs        | Gedeckte Brücke  | Holz        | 30         | 566          | - Der 2022 zurückgebaute Übergang von 1937 wurde 2023 durch eine identische Brücke ersetzt. Die Eröffnung für den Auto- und Veloverkehr erfolgte am 18. Dezember 2023. - Im Erscheinungsbild gleicht die neue Brücke ihrer Vorgängerin und reiht sich ein in eine ganze Abfolge historischer Holzbrücken an diesem Standort, die bis ins Jahr 1738 zurückreicht. - Höchstgeschwindigkeit 50 km/h - STI-Buslinie 3 (Heimberg – Steffisburg – Thun – Allmendingen – Blumenstein) - Wanderweg - Das Bauwerk von 1937 ist im Inventar historischer Verkehrswege der Schweiz (IVS) erwähnt.                                                                         |
|      | Bernstrassebrücke               | Steffisburg              |      | Strassenbrücke (zweispurig) mit Trottoirs                     | Balkenbrücke     | Beton       | 29         | 561          | - Die Brücke wurde 1952 erstellt. - Die Brücke wird 2025 ersetzt. - Höchstgeschwindigkeit 50 km/h - Maximale Tragfähigkeit: 28 t - Auf der linken Flussseite unterquert ein Fussweg die Brücke. - Beim Bernstrasse Kreisel steht die 2006 errichtete Kreiselskulptur «Die Brücke». |
|      | Radwegbrücke                    | Steffisburg – Heimberg   |      | Velobrücke mit Trottoir und Rohrleitungen an der Brückenseite | Balkenbrücke     | Beton       | 30         | 559          | - Die Brücke wird 2026 renoviert. - Radweg - Veloland-Route 8 Aare-Route (Etappe 3 Spiez – Bern) - Beim Bahnhof Steffisburg unterquert ein Fussweg die Brücke. |
|      | Neue BLS-Brücke                 | Steffisburg – Heimberg   |      | Eisenbahnbrücke (eingleisig)                                  | Fachwerkbrücke   | Stahl       | 28         | 559          | - Die Brücke wurde 1963 erstellt. - Die Bahnstrecke Burgdorf–Konolfingen–Thun wurde 1899 eröffnet. - Sie wird von der BLS betrieben. - Höchstgeschwindigkeit 90 km/h - Beim Bahnhof Steffisburg unterquert ein Fussweg die Brücke. |
|      | Alte BLS-Brücke                 | Steffisburg – Heimberg   |      | Eisenbahnbrücke (eingleisig)                                  | Fachwerkbrücke   | Stahl       | 28         | 559          | - Die Brücke wurde 1898 erstellt. - Beim Erstellen der neuen Brücke wurde die alte Brücke 5,3 m flussabwärts verschoben. - Der Übergang fand als Überholungsgeleise Wiederverwendung. - Beim Bahnhof Steffisburg unterquert ein Fussweg die Brücke. |
|      | Glättemühleviadukt              | Steffisburg – Heimberg   |      | Strassenbrücke (zweispurig)                                   | Hohlkastenbrücke | Beton       | 286        | 556          | - Die Brücke wurde 1972 erstellt. - Höchstgeschwindigkeit 80 km/h - Das Viadukt dient als Zubringer zur Anschlussstelle 16 Thun Nord der Autobahn A6. - Überquert zugleich den Mülibach, den Glättemühleweg und die Aarestrasse in Steffisburg sowie die Untere Zulgstrasse in Heimberg. |
|      | Kalisteg                        | Heimberg                 |      | Fussgänger- und Velobrücke                                    | Balkenbrücke     | Stahl       | 25         | 553          | - Die Brücke wurde 1970 erstellt und 1991 renoviert. - Verbot für Motorwagen und Motorräder - Verbot für Tiere (Pferd) - Wanderweg - Die Brücke wird ca. 10 m flussaufwärts neu erstellt. Der neue Steg wird gebaut, bevor der bestehende Kalisteg abgerissen wird. - 330 m flussabwärts mündet die Zulg in die Aare (auf dem unteren Bild ist die Mündung in der Ferne ersichtlich). |